# Championnats du monde de badminton 2003
Navigation
Séville 2001 Anaheim 2005
Les 13e Championnats du monde de badminton se sont tenus du 28 juillet au 3 août 2003 au  National Indoor Arena de Birmingham, au Royaume-Uni. La compétition est organisée par la Fédération internationale de badminton (BWF). Le championnat devait initialement se tenir du 12 au 18 mai, mais a dû être reporté en raison de l'épidémie internationale de SRAS.

## Résultats
| Épreuve       | Or                             | Argent                          | Bronze                           |
| ------------- | ------------------------------ | ------------------------------- | -------------------------------- |
| Simple hommes | Xia Xuanze                     | Wong Choong Hann                | Shon Seung-mo                    |
| Simple hommes | Xia Xuanze                     | Wong Choong Hann                | Bao Chunlai                      |
| Simple dames  | Zhang Ning                     | Gong Ruina                      | Zhou Mi                          |
| Simple dames  | Zhang Ning                     | Gong Ruina                      | Mia Audina                       |
| Double hommes | Lars Paaske et Jonas Rasmussen | Candra Wijaya et Sigit Budiarto | Sang Yang et Zheng Bo            |
| Double hommes | Lars Paaske et Jonas Rasmussen | Candra Wijaya et Sigit Budiarto | Fu Haifeng et Cai Yun            |
| Double dames  | Gao Ling et Huang Sui          | Wei Yili et Zhao Tingting       | Shizuka Yamamoto et Seiko Yamada |
| Double dames  | Gao Ling et Huang Sui          | Wei Yili et Zhao Tingting       | Rikke Olsen et Ann-Lou Jørgensen |
| Double mixte  | Kim Dong-moon et Kyung-min Ra  | Zhang Jun et Gao Ling           | Jonas Rasmussen et Rikke Olsen   |
| Double mixte  | Kim Dong-moon et Kyung-min Ra  | Zhang Jun et Gao Ling           | Chen Qiqiu et Zhao Tingting      |

## Tableau des médailles
| Rang | Nation       | Or | Argent | Bronze | Total |
| ---- | ------------ | -- | ------ | ------ | ----- |
| 1    | Chine        | 3  | 3      | 5      | 11    |
| 2    | Danemark     | 1  | 0      | 2      | 3     |
| 3    | Corée du Sud | 1  | 0      | 1      | 2     |
| 4    | Indonésie    | 0  | 1      | 0      | 1     |
| 4    | Malaisie     | 0  | 1      | 0      | 1     |
| 6    | Japon        | 0  | 0      | 1      | 1     |
| 6    | Pays-Bas     | 0  | 0      | 1      | 1     |